# Lucie Rie

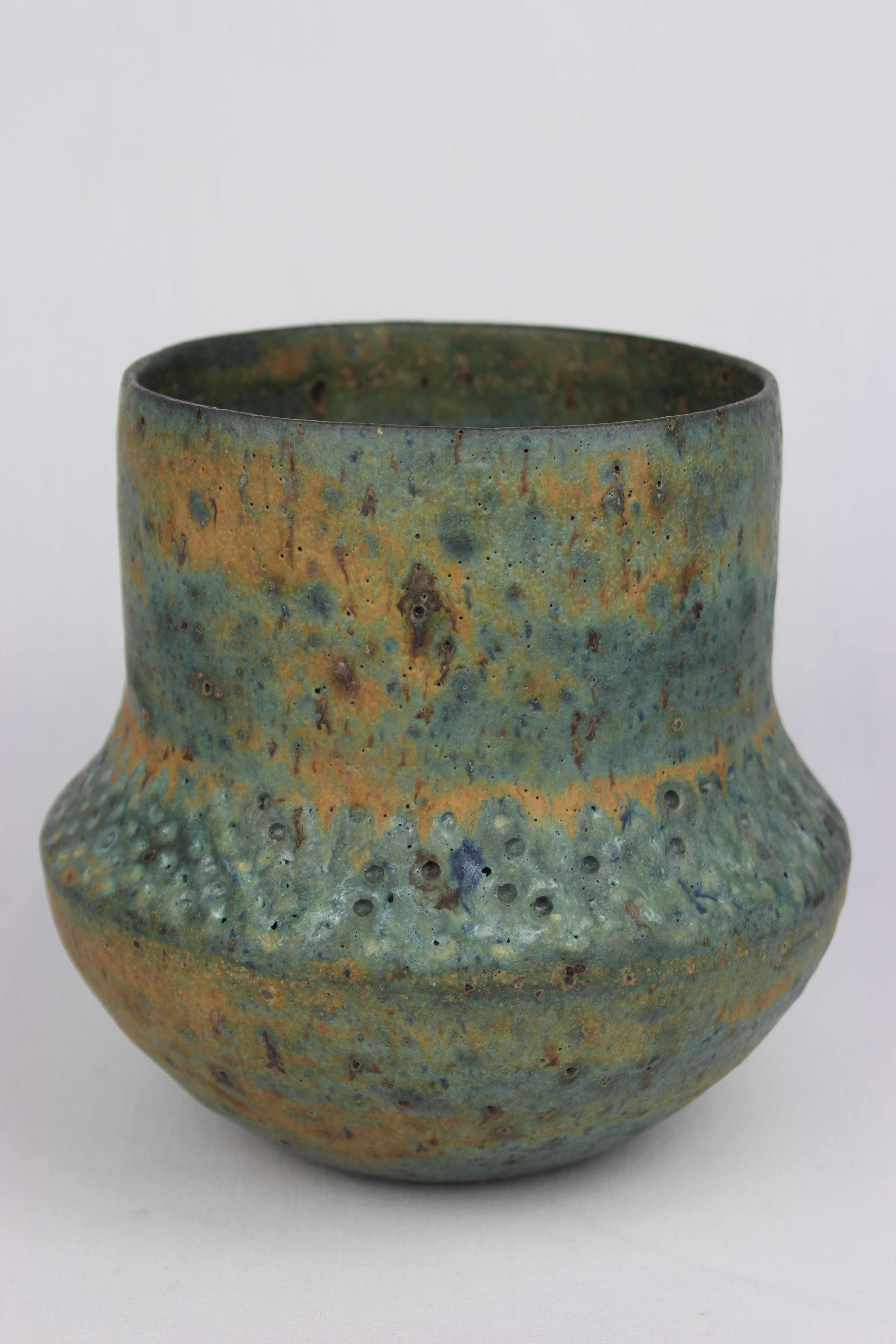
Gerro tornejat per Lucie Rie

Dame Lucie Rie, DBE (16 Març 1902 – 1 Abril 1995) (pronunciació alemanya: [lʊtsiː ʀiː]:) va ser una ceramista britànica d'origen austríac.

## Vida

### Infància i primera formació
Lucie Gomperz va néixer a Viena. Era la filla més petita de Benjamin Gomperz, un metge jueu assessor de Sigmund Freud. . Tenia dos germans, Paul Gomperz i Teddy Gomperz. Paul Gomperz va morir al front italià el 1917.
Rie va estudiar ceràmica de la mà de Michael Powolny a la  Kunstgewerbeschule de Viena, una escola d'arts i oficis associada a la  Wiener Werkstätte, on es va matricular el 1922.

### Carrera

#### Viena

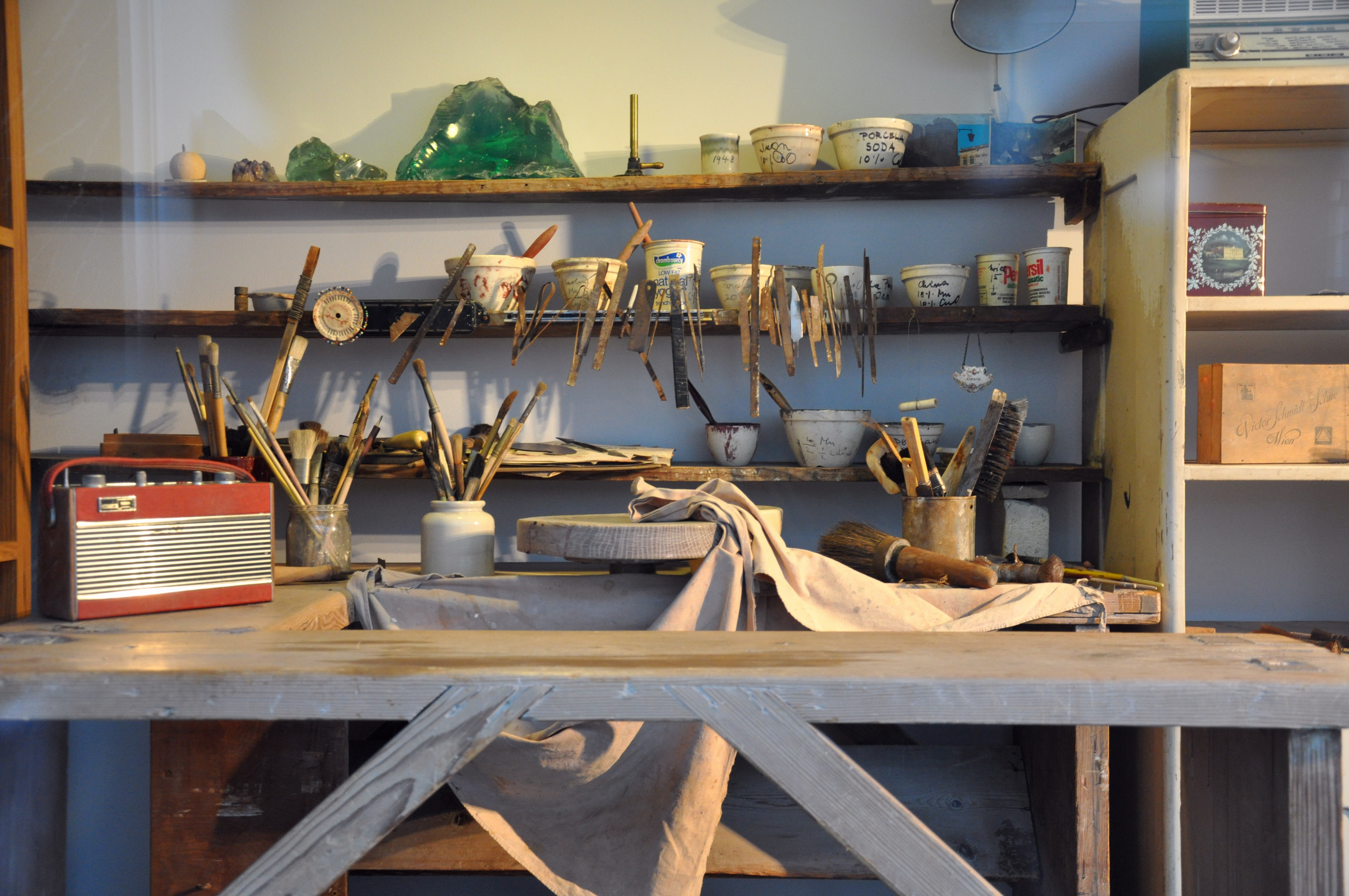
El taller londinenc de Lucie Rie, tal com es pot veure exposat al Victoria & Albert Museum de Londres

La col·lecció d'art que l'oncle matern mantenia a Viena, va contribuir a despertar l'interès de la jove Lucie per l'arqueologia i l'arquitectura. Les peces de ceràmica romana de la col·lecció, provinents d'una excavació dels suburbis de Viena, van inspirar-la especialment.
Va muntar el seu primer taller de ceràmica a la seva ciutat natal el 1925.
El 1937 va participar en l' Exposició Universal de París, on va guanyar una medalla de plata. Va ser en aquesta mateixa exposició que Pablo Picasso va exposar el seu Guernica.

#### Londres
El 1938, fugint de l'Àustria Nazi, va emigrar a Anglaterra, i es va establir a Londres. Per aquesta època, es va separar de Hans Rie, un home de negocis amb qui s'havia casat a Viena el 1926. El seu matrimoni es va dissoldre el 1940. Durant un temps, va acollir a casa seva un altre emigrant austríac, el físic Erwin Schrödinger. Per a guanyar-se la vida, durant la guerra i un temps després, va fer joies i botons ceràmics, alguns dels quals es poden veure al Victoria & Albert Museum de Londres i a la Col·lecció Lisa Sainsbury, al Sainsbury Centre for Visual Arts, University of East Anglia, Norwich.
El 1946, va contractar Hans Coper, un jove polonès sense experiència en ceràmica, per ajudar-la en l'elaboració de botons. Tot i que a Coper li interessava més aprendre escultura, Rie el va enviar a un terrisser anomenat Heber Mathews, que li va ensenyar a tornejar. Rie i Coper van exposar conjuntament el 1948. Coper seria a partir d'aleshores company de taller de Rie fins al 1958. La seva amistat va durar fins a la mort de Coper l'any 1981.
El taller de Rie, era un petit estudi situat al número 18 d'Albion Mews, un carrer estret ple d'estables remodelats, situat prop de Hyde Parc. Rie hi convidava tothom i era famosa per oferir sempre te i pastís als seus visitants. L'estudi va romandre gairebé sempre igual durant els 50 anys que el va ocupar. Actualment es pot veure fidelment reconstruït a la galeria de ceràmica contemporània del Victoria & Albert Museum.
Rie va mantenir una molt bona amistat amb Bernard Leach, una de les figures capdavanteres de la ceràmica d'autor britànica de mitjans del segle xx, i es va veure influïda per les seves idees, especialment pel que fa al concepte d'"integritat" referit a la peça de ceràmica. Però malgrat aquesta influència transitòria, les peces delicades i de colors lluminosos de la Lucie Rie, més properes al Modernisme, no tenen gaire a veure amb l'obra més rústica i d'influència oriental de Leach. Rie va donar classes al Camberwell College of Arts del 1960 al 1972.
Al llarg de la seva vida, Rie va rebre diversos premis per la seva feina i va exposar nombroses vegades amb gran èxit. Les seves creacions més famoses són gerros de colls estrets que s'eixamplen vertiginosament i bols de peus alts i estrets. Altres peces, com els botons, van ser heretats pel seu amic, el dissenyador japonès Issey Miyake.

### Mort

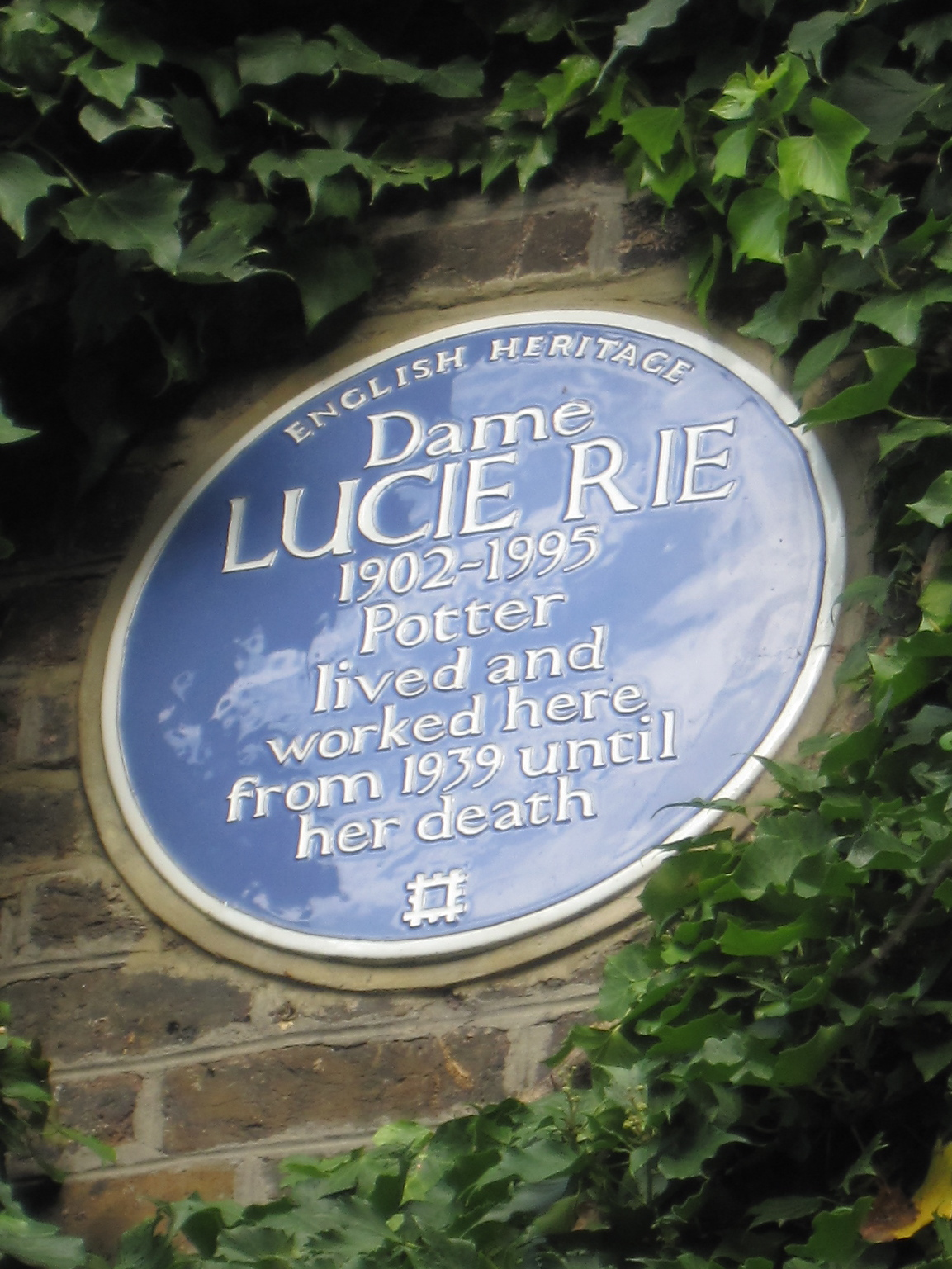
Placa blava situada a la seva antiga casa, al número 18 d'Albion Mews, Paddington, Londres

Va deixar la ceràmica el 1990, quan va patir la primera d'una sèrie d'embòlies. Va morir a casa seva, a Londres, l'1d'Abril del 1995, als 93 anys.

## Llegat
L'obra de Rie ha estat qualificada de cosmopolita. Se la coneix especialment per les formes innovadores dels seus bols i gerros. La seva ceràmica ha estat exposada per tot el món, incloent el Museu d'Art Modern de Nova York, la York Art Gallery del Regne Unit, el Carnegie Museum of Art a Pittsburgh, i el Paisley Museum d'Escòcia. El seu taller va ser traslladat i reconstruït a la galeria de ceràmica contemporània del Victoria & Albert Museum inaugurada el 2009.

## Premis i honors
- 1937 Medalla de plata a l'Exposició Universal de París
- 1968 Officer of the Order of the British Empire (OBE)
- 1969 Doctora Honoris Causa del Royal College of Art
- 1981 Commander of the Order of the British Empire (CBE)
- 1991 Dame Commander of the Order of the British Empire (DBE)
- 1992 Doctora Honoris Causa de la Heriot-Watt University[13]